# Torneo de Ginebra 2016
El Banque Eric Sturdza Geneva Open 2016 fue un torneo de tenis jugado en tierra batida al aire libre que se celebró en Ginebra, Suiza, del 15 de mayo al 21 de mayo de 2016. Fue la 14.ª edición del Banque Eric Sturdza Geneva Open, y fue parte del ATP World Tour 250 series del 2016.

## Cabeza de serie

### Individual
| Tenista               | Ranking | Preclasificada |
| Stan Wawrinka         | 4       | 1              |
| David Ferrer          | 9       | 2              |
| Marin Čilić           | 11      | 3              |
| John Isner            | 16      | 4              |
| Philipp Kohlschreiber | 26      | 5              |
| Federico Delbonis     | 33      | 6              |
| Steve Johnson         | 34      | 7              |
| Sam Querrey           | 36      | 8              |

- Ranking del 9 de mayo de 2016

### Dobles
| Tenista                       | Ranking | Preclasificado |
| Raven Klaasen Rajeev Ram      | 44      | 1              |
| Oliver Marach Fabrice Martin  | 88      | 2              |
| Steve Johnson Sam Querrey     | 93      | 3              |
| Jonathan Erlich Colin Fleming | 106     | 4              |

## Campeones

### Individual
Stanislas Wawrinka venció a  Marin Čilić por 6-4, 7-6(11)

### Dobles
Steve Johnson /  Sam Querrey  vencieron a  Raven Klaasen /  Rajeev Ram por 6-4, 6-1